# Ренселер (Индиана)
Ренселер (англ. Rensselaer) — город и административный центр округа Джаспер в штате Индиана в Соединённых Штатах Америки.
Согласно данным переписи населения США 2020 года число жителей города 
составляло 5733 человека, что, для такого небольшого населённого пункта, существенно меньше (- 2.2%), чем было во время предыдущей переписи проводившейся в 2010 году (5859 человек).

## История
Поселение было основано 12 июня 1839 года и изначально называлось «Ньютон» (англ. Newton). К 1844 году оно было переименовано в «Ренселер» в честь Джеймса Ван Ренсселера, торговца из города Ютика в штате Нью-Йорк, который приехал в этот район после того, как его бизнес потерпел крах во время паники 1837 года. Он перекупил землю у Джозефа Д. Йомена, который основал ферму несколькими годами ранее и сам планировал организовать некорпоративное сообщество в этих местах.
Несколько архитектурных объектов города включены в Национальный реестр исторических мест США.

## География
Город Ренселер расположен на берегах реки Ирокез к юго-западу от центра округа Джаспер. На юге он граничит с некорпоративным сообществом Колледжвилл, где находится Колледж Святого Иосифа, часть студентов которого проживают во время учёбы в Ренселере.
Согласно данным Бюро переписи населения США от 2010 года, Ренселер имеет общую площадь 3,86 квадратных мили (10,00 км2), из которых 3,8 квадратных мили (9,84 км2 или 98,45%) — это суша и 0,06 квадратных мили (0,16 км2 или 1,55%) приходится на водную поверхность.

## Климат
В этом районе влажный континентальный климат характеризующийся большими сезонными перепадами температур, с тёплым или жарким (и часто влажным) летом и холодной (иногда очень холодной) зимой. Осадки относительно равномерно распределены в течение всего года во многих районах с таким климатом, в то время как в других может наблюдаться заметное сокращение зимних осадков и даже зимняя засуха. Подтип классификации климата Кёппена обозначается на климатических картах аббревиатурой «Dfa» (жаркий летний континентальный климат).